# گله‌گاه (شوشتر)
گله‌گاه (شوشتر)، روستایی از توابع بخش مرکزی شهرستان شوشتر در استان خوزستان ایران است.مردم این روستا از طایفه شهنی بختیاری می باشد

## جمعیت
این روستا در دهستان سردارآباد قرار دارد و براساس سرشماری مرکز آمار ایران در سال ۱۳۸۵، جمعیت آن ۳۰۰ خانوار بوده‌است.